# 용과 같이 8
《용과 같이 8》(龍が如く8)은 용과 같이 스튜디오가 개발하고 세가가 배급한 2024년 롤플레잉 비디오 게임이다. 《용과 같이》 시리즈 아홉 번째 본편 게임으로 《용과 같이 7: 빛과 어둠의 행방》의 직속후속작이다. 플레이스테이션 4, 플레이스테이션 5, 윈도우, 엑스박스 원 및 엑스박스 시리즈 X/S 플랫폼으로 개발돼 2024년 1월 26일 발매됐다. 영어판 제목은 《용과 같이: 무한의 부》이다.
《용과 같이 7》의 주인공 카스가 이치반과 시리즈 원주인공 키류 카즈마 두 명이 드라마의 주축이며, 시리즈 최초로 일본 밖 해외지역 하와이가 무대이다. 자신의 어머니를 찾으려는 카스가와 일파의 임무를 맡은 키류가 협력하면서 사건이 전개된다. 전작에서 도입한 롤플레잉 비디오 게임 요소들을 확장한 '라이브 커맨드 RPG 배틀' 게임플레이로 진행한다.
출시 당시 《용과 같이 8》은 언론에서 긍정적인 평가를 받았다.
이 게임의 후속작은 용과 같이 8의 사건으로부터 6개월 후를 배경으로 하는 마지마 고로가 주연으로 등장하는 외전 용과 같이 8 외전 Pirates in Hawaii이다.

## 게임 플레이
용과 같이 8에서 플레이어는 카스가 이치반과 키류 카즈마, 그리고 그들의 각 파티원들을 조종하여 요코하마시의 이세자키 이진초 지구와 하와이주의 호놀룰루군을 탐험한다. 이전 용과 같이 게임의 주요 장소였던 카무로쵸 지구도 세 번째 장소로 등장한다. 용과 같이 7: 빛과 어둠의 행방과 유사하게, 이 게임은 모든 플레이어블 캐릭터에 대해 턴제 전투 시스템을 사용한다.
이제 "라이브 커맨드 RPG" 전투 시스템이라고 불리는 이 전투 시스템은 이전 작품에 비해 크게 개선되었다. 모든 플레이어블 캐릭터는 이제 자신의 이동 영역을 나타내는 링을 가지며, 전투 중 자유롭게 이동할 수 있다. 캐릭터의 위치는 이제 전투의 흐름을 크게 좌우한다. 예를 들어, 물체에 더 가까이 이동하거나, 다른 파티원이 플레이어블 캐릭터의 링 안에 있거나, 적에게 가깝거나 뒤에 위치하면 파티원들이 추가 피해를 주는 다양한 공격을 할 수 있다. 이러한 공격은 적의 현재 위치에 따라 벽이나 물체에 넉백되거나 다른 적을 전투에서 넉백시키는 등 적에게 영향을 줄 수도 있다. 캐릭터 스킬은 이제 효과 범위, 사거리, 방향이 표시되며, 캐릭터의 적절한 위치 선정은 스킬이 더 많은 적이나 파티원에게 영향을 미치도록 한다. 하이프 미터는 카스가를 제외한 모든 파티원을 위한 새로운 자원으로, 전투에서 카스가와 함께 특별한 팀업 공격을 펼칠 수 있게 한다. 카스가 자신은 사용 가능한 모든 파티원의 하이프 미터를 소모하여 막대한 피해를 입히는 궁극의 태그 팀 스킬을 수행할 수 있다. 이 게임은 또한 스맥다운 모드를 특징으로 하며, 플레이어가 보상이 줄어드는 대신 약한 적과의 전투를 건너뛸 수 있게 한다. 파운드메이트 소환 시스템도 다시 등장하며, 일부 소환수는 이제 전투 중 지원 파티원 역할을 하여 플레이어의 입력 없이 전투에 직접 참여하여 다양한 행동을 수행할 수 있다. 일부 파운드메이트는 이전 작품에서 돌아온 캐릭터들을 특징으로 한다.
이전 작품과 유사하게, 각 캐릭터는 다양한 "직업" 중에서 선택할 수 있으며, 이는 고유한 특전과 플레이 스타일을 부여하는 클래스 역할을 한다. 일부 직업은 브레이커, 아이돌, 셰프와 같이 이전 작품에서 돌아왔으며, 아쿠아넛, 사무라이, 파이로댄서, 하우스키퍼와 같은 새로운 직업도 있다. 키류의 기본 직업인 "도지마의 용"은 그에게 다양한 전투 스타일을 전환할 수 있는 능력을 제공하며, 각 스타일은 다른 속성과 능력을 가진다. 그의 하이프 미터를 사용하면 이전 용과 같이 게임의 브롤러 게임 플레이와 유사하게 일시적으로 실시간 전투를 수행할 수 있다.
가라오케, 다트, 마작, 버추어 파이터 3tb, 세가 베이스 피싱, 스파이크아웃을 포함한 아케이드 게임 등 이전 작품의 여러 미니게임이 다시 등장한다. 또한 용과 같이 8에는 세가의 크레이지 택시 프랜차이즈에서 영감을 받은 음식 배달 게임인 크레이지 딜리버리, 포켓몬스터 패러디 게임인 스지몬 배틀, 카스가를 위한 데이트 앱인 미스 매치와 같은 새로운 미니게임이 도입되었다. 주요 보조 활동인 돈도코 섬은 카스가에게 자신의 리조트 섬을 관리하도록 맡기며, 자원 수집, 제작, 사회적 상호작용과 같은 목표를 결합한다. 키류는 또한 과거를 회상하고, 미완성된 사업을 완료하고, 이전 용과 같이 게임의 오래된 친구 및 동료들과 재회하는 데 중점을 둔 버킷 리스트를 포함한 자신만의 보조 활동을 가지고 있다.

## 줄거리

### 전제

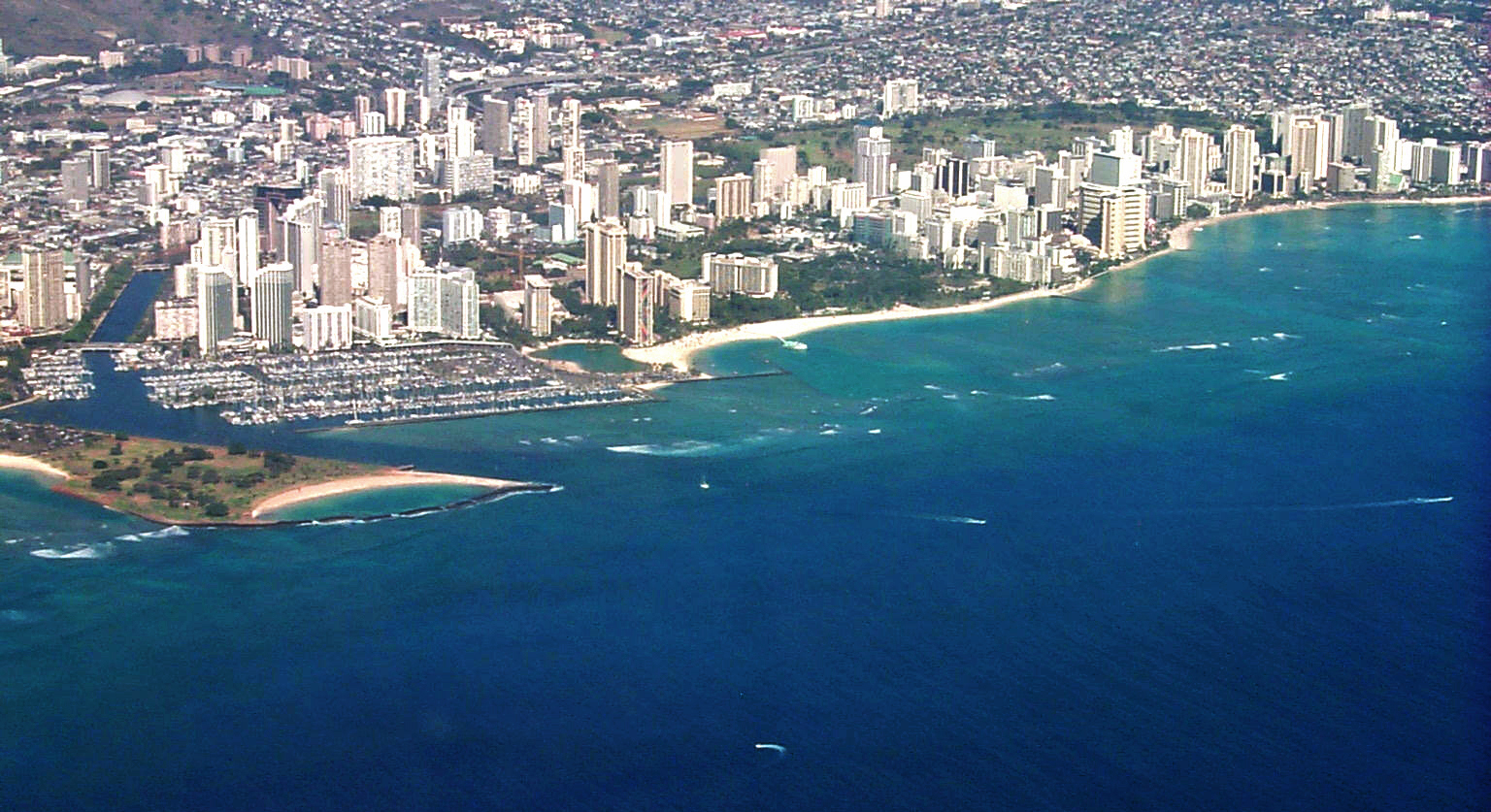
호놀룰루, 하와이주, 미국, 용과 같이 8의 주요 배경이자 프랜차이즈 사상 첫 해외 배경

용과 같이 8은 2023년을 배경으로 하며, 전 도조회 야쿠자였던 카스가 이치반 (나카야 카즈히로/카이지 탕)과 키류 카즈마 (쿠로다 타카야/용 예)가 요코하마시의 이세자키 이진초와 하와이주 호놀룰루에서 새로운 모험을 시작하는 이야기를 담고 있다. 전 동료로부터 정보를 얻은 카스가는 몇 년 전 죽었다고 생각했던 친어머니 키시다 아카네 (사카키바라 요시코/패티 야스타케)를 찾기 위해 호놀룰루로 향한다. 아카네를 다른 이유로 찾고 있던 키류는 카스가와 팀을 이루어 그녀를 찾아 보호하고, 더 큰 국제적인 음모가 드러나면서 다양한 지역 범죄 조직으로부터 그녀를 지킨다.
용과 같이 7: 빛과 어둠의 행방의 카스가의 파티원들이 돌아온다: 난바 유 (야스다 켄/그렉 춘), 아다치 코이치 (오오츠카 아키오/앤드류 모르가도), 무코다 사에코 (우에사카 스미레/엘리자베스 맥스웰), 자오 톈유 (오카모토 노부히코/로비 데이먼드), 한준기 (나카무라 유이치/심경 (배우)).
플레이어블 캐릭터로 합류하는 인물들은 다음과 같다: 이진초에 기반을 둔 거미줄 조직과 요코하마 류망 갱단의 리더이자 전작의 조연이었던 선희 (타케다 하나/피오나 르네), 하와이의 현지 택시 운전사인 에릭 토미자와 (이구치 사토루/매튜 양 킹), 그리고 아카네의 개인 하녀로 아르바이트를 하는 부유한 가문의 상속녀 후지노미야 치토세 (이나미 안주/수지 영 )이다.
다른 주요 인물들은 다음과 같다: 사와시로 조 (츠츠미 신이치/이언 앤서니 데일), 전 도조회 아라카와 패밀리의 전 대장이자 전작에서 카스가의 적 중 한 명, 호놀룰루에서 카스가가 만나 친구가 되는 휠체어를 사용하는 엔지니어 미타무라 에이지 (나리타 료/알렉스 레), 이진초에 기반을 둔 세이류회 대장이자 회장 대리인 에비나 마사타카 (하세가와 히로키/대니얼 대 킴), 하와이에서 자신의 그룹인 야마이 신디케이트를 결성하는 불명예스러운 도조회 야쿠자 야마이 유타카 (코야스 타케히토/앤드류 키시노), 하와이 바라쿠다 갱단의 리더 드와이트 멘데스 (마츠다 슈헤이/대니 트레호), 중국 간제 마피아의 사령관 웡 토우 (마츠모토 타쿠야/리치 팅), 하와이 종교 단체 팔레카나의 수장 브라이스 페어차일드 (후루야 토오루/크리스 파슨), 그리고 다양한 갱단의 표적이 되어 아카네의 보호를 받는 어린 하와이 소녀 라니 밀릴라니 (타네자키 아츠미/저스틴 리).
용과 같이 8은 용과 같이 7: 빛과 어둠의 행방 이전에 등장했던 수많은 캐릭터들을 메인 스토리나 키류의 "버킷 리스트" 사이드 스토리 콘텐츠의 일부로 다시 등장시킨다. 시리즈에서 돌아온 주요 캐릭터들은 다음과 같다: 마지마 고로 (우가키 히데나리/매슈 머서), 사에지마 타이가 (코야마 리키야/론 유언), 도지마 다이고 (도쿠시게 사토시/팀 프리드랜더), 카시와기 오사무 (사쿠야 슌스케/데이비드 헤이터), 다테 마코토 (야마지 카즈히로/빌 파머), 아키야마 슌 (야마데라 코이치/스티븐 푸), 그리고 사와무라 하루카 (쿠기미야 리에/잰시 후인 ).

### 줄거리
2022년, 도조회와 오미 연합의 합동 해산 3년 후, 전 야쿠자 카스가 이치반은 현재 요코하마 이세자키 이진초의 공공직업안정소 직원으로, 전 야쿠자들이 합법적인 직업을 찾도록 돕는 아버지 아라카와 마스미의 유산을 이어가기로 결심한다.
2023년까지 버츄얼 유튜버 히소카 타타라는 카스가가 자신의 범죄 조직을 만들고 있다는 거짓 소문을 퍼뜨려 카스가와 난바가 직장에서 해고되고, 아다치는 은행 대출을 받을 수 없게 된다. 한 달 후, 그 셋은 세이류회가 전 야쿠자들을 대규모로 모집하고 있다는 것을 알게 된다. 그들은 세이류회 본부에 침투하여 회장 대리 에비나 마사타카를 만난다. 에비나는 자신이 전 야쿠자들을 합법적인 폐기물 관리 사업에 고용하고 있으며, 일본 전역의 남아있는 야쿠자 조직들을 해체하기 위한 "제2차 대해산"을 조직하고 있다고 밝힌다. 에비나는 그들에게 사와시로 조와 협력하고 있다고 말한다. 사와시로는 에비나의 도움으로 이전 세이류회 회장 호시노 류헤이의 살인에 대해 무죄로 입증되어 감옥에서 풀려났다. 사와시로는 카스가에게 그의 친어머니 키시다 아카네가 살아있고 하와이 호놀룰루에 살고 있다고 밝히며, 카스가에게 그녀를 만나달라고 요청한다.
하와이에 도착한 카스가는 휠체어를 탄 엔지니어 미타무라 에이지와 친구가 된다. 카스가는 그를 강탈하려던 택시 운전사 에릭 토미자와와 마주치고, 나중에 아카네의 하녀이자 교환학생인 후지노미야 치토세에게 옷을 벗기고 여권을 도난당한다. 경찰로부터 도망친 후, 카스가는 다이도지파의 명령으로 아카네를 찾고 있던 키류 카즈마와 예상치 못하게 재회한다. 아카네의 집을 조사하던 중, 카스가와 키류는 아카네를 찾고 있던 야마이 신디케이트와 그들의 두목 야마이 유타카에게 맞서게 된다. 야마이를 위해 일하도록 강요받던 토미자와는 카스가의 편으로 돌아선다. 카스가 일행은 치토세가 카스가의 여권을 사용하여 바라쿠다 갱단의 본거지인 5지구에 숨었다는 것을 발견한다. 키류는 2020년 핵폐기물 처리 공장에서 발생한 사고로 암에 걸렸으며, 6개월밖에 살 수 없다고 밝힌다.
일행은 5지구에 침투하여 치토세를 찾고, 치토세는 그들과 합류하여 바라쿠다 리더 드와이트 멘데스와 맞선다. 치토세로부터 정보를 얻은 일행은 아카네가 팔레카나라는 종교 자선 단체의 일원이었으며, 하와이의 가장 큰 두 갱단인 바라쿠다와 중국 간제 마피아도 아카네를 노리고 있다는 것을 알게 된다. 키류의 연락책 하나와 키헤이의 도움으로 카스가는 간제의 사령관 웡 토우와 맞서고, 바라쿠다와 간제가 하와이 지하 세계의 "감독관"이자 팔레카나의 현자인 브라이스 페어차일드에 의해 비밀리에 통제되고 있다는 것을 알게 된다. 브라이스는 아카네를 사냥하여 그녀가 보호하고 있는 어린 소녀 라니를 찾고 있다. 웡은 스파이에게 배신당하고, 카스가 일행은 웡을 안전하게 호송해야 하며, 키류는 야마이에게 붙잡힌다. 하와이에 도착한 난바와 아다치는 카스가와 합류하여 야마이와 맞선다. 야마이는 동료 전 도조회원으로서의 존경심으로 키류에게 의료 서비스를 제공하고 있었다. 브라이스의 진짜 목적을 알게 된 야마이는 아카네 추적을 중단한다. 키류는 회복을 위해 난바와 함께 일본으로 돌아가고, 카스가는 브라이스와 맞서지만 브라이스는 도망친다.
이진초에 있는 카스가의 아파트로 돌아온 난바는 거미줄과 요코하마 류망의 리더 선희, 그리고 나중에 사에코와 합류하여 키류의 회복과 건강 관리를 돕는다. 선희는 나중에 세이류회가 하와이로 폐기물 관리 사업을 확장할 계획이라는 정보를 받는다. 키류는 이전 도조회 본부에서 에비나와 사와시로를 만난다. 에비나는 네레 섬에서 유사한 사업을 운영하고 팔레카나와 협력할 계획인 팔레카나로부터 폐기물 관리 사업 아이디어를 얻었다고 밝힌다. 그러나 그들은 팔레카나가 아카네를 사냥하고 있다는 사실을 모른다고 주장한다. 나중에 키류 일행은 타타라가 키류의 생존을 공개적으로 폭로하고 도조회를 부활시킬 계획이라고 주장하며, 에비나와 사와시로가 이를 지지하는 것처럼 보이는 것에 놀란다.
카스가는 아카네와 라니가 해상 요트에 숨어 있다는 것을 추적한다. 다이도지 안전가옥으로 가는 도중, 아카네는 라니가 밀릴라니 가문의 마지막 생존자이자 팔레카나 현자 칭호의 진정한 계승자이며, 브라이스가 이전 현자를 살해하여 그 직위를 찬탈했다고 밝힌다. 안전가옥에 도착하자 치토세는 에이지가 세이류회 스파이이며, 카스가의 신뢰를 얻기 위해 장애를 위장했다고 밝힌다. 바라쿠다는 안전가옥을 급습하여 하나와와 웡을 살해하고, 에이지는 라니와 함께 도망친다. 치토세는 자신이 타타라임을 고백하며, 에이지에게 협박당해 전국적으로 전 야쿠자에 대한 온라인 비난을 퍼뜨리고 카스가 파티의 스파이 역할을 했다고 말한다. 카스가는 라니를 구출하는 데 집중하고, 키류는 사와시로에게 집중한다.
전 류망 리더 자오 톈유는 키류와 동맹을 맺고 사와시로와 맞선다. 사와시로는 자신이 에비나의 뒤에서 비밀리에 제2차 대해산을 실제로 수행하기 위해 일하고 있었다고 밝힌다. 사와시로는 카스가를 하와이로 보낸 후 에비나의 계획이 속임수이며, 에비나가 브라이스를 위해 아카네를 유인하는 데 카스가를 이용했다는 것을 깨닫는다. 에비나는 일본에 축적된 모든 핵폐기물을 네레 섬에 보관하여 정부가 일본의 핵 산업을 재개하도록 허용하는 거래를 브라이스와 할 계획이다. 그러나 사와시로와 키류는 에비나의 계획 뒤에 다른 동기가 있다고 믿는다. 카스가는 살아남은 다이도지 요원들로부터 에이지가 뺑소니로 아라카와 가문에 의해 누명을 썼고 이전에 야쿠자에게 복수하기 위해 비영리 단체인 블리치 재팬에 합류했던 기자였다는 것을 알게 된다. 치토세는 라니를 구출하려고 노력하는 파티와 화해하지만, 에이지가 라니와 함께 도망치면서 실패한다.
사와시로는 키류를 도조회 리더 도지마 다이고, 사에지마 타이가, 마지마 고로에게 보내 해산을 서두르게 한다. 키류는 그들을 만나고, 그들은 이전 타타라 채널의 전 야쿠자 직원 폭로로 인해 자신들의 보안 회사가 폐쇄되었다고 밝힌다. 다이고는 또한 에비나가 아라카와의 사생아이자 카스가의 이복형제일 수도 있다고 밝힌다. 또 다른 실패를 두려워한 다이고, 사에지마, 마지마는 사와시로를 돕기를 거부한다. 에이지에 의해 대역으로 교체된 타타라는 이 만남을 폭로하여 대중의 반발과 키류에 대한 수색을 초래한다. 그날 밤, 타타라는 에비나, 사와시로와 함께 이전 도조회 본부에서 라이브 스트림을 진행하며, 에비나는 팔레카나와의 거래, 세이류회 해산, 블리치 재팬의 재편성, 그리고 야쿠자 재활 프로그램을 정부에 넘기려는 계획을 발표한다. 키류의 팀은 이전 도조회 본부를 급습하지만, 라이브 스트림이 미리 녹화된 것임을 알게 된다.
선희의 오른팔인 한준기가 하와이에 도착하여 카스가가 네레 섬에 침투하는 것을 돕는다. 카스가의 파티는 5지구 내의 비밀 통로를 조사하고, 이는 네레 섬으로 향하는 숨겨진 항구로 이어진다. 라니는 바라쿠다로부터 구출되고, 야마이의 도움으로 파티, 라니, 아카네는 일본으로 탈출한다. 브라이스를 실패하게 만든 드와이트는 도망치려다 상어에게 잡아먹힌다. 일본에 도착하자, 일행은 키류의 친구인 다테 마코토 형사의 환영을 받는다. 다테는 일본으로 돌아가는 대가로 야마이가 야마이의 전 두목인 타바타 슈지의 살인을 자백할 것이라고 밝힌다. 야마이는 조직의 안주인에게 작별 인사를 하고 자수한다.
라니와 아카네가 일본에 안전하게 머무르자, 카스가와 키류는 이진초에서 다시 모인다. 에비나는 그들에게 재활 프로그램이 정부의 승인을 받았다고 연락하고, 카무로쵸의 밀레니엄 타워에서 사와시로를 인질로 잡고 있다고 밝힌다. 그 후 그룹은 나뉜다: 카스가 그룹은 브라이스를 막기 위해 하와이로 돌아가고, 키류 그룹은 다이고, 사에지마, 마지마의 도움을 받아 밀레니엄 타워를 습격한다. 하와이에서 카스가 팀은 네레 섬을 습격하고 핵폐기물 통으로 가득 찬 자연 동굴을 발견하여 팔레카나의 폐기물 처리 시설이 거짓임을 밝힌다. 카스가는 브라이스와 맞서고, 브라이스는 섬을 이용하여 많은 나라들의 가장 어두운 비밀을 보관하고 세계적인 영향력을 얻을 계획이라고 밝힌다. 카스가는 그를 물리치고, 치토세는 시설의 핵폐기물 전체를 라이브 스트림으로 방송하고 자신이 타타라임을 고백한다.
키류 팀은 에비나와 맞서고 거의 죽어가는 사와시로를 발견한다. 아라카와와 전체 야쿠자에 대한 원한을 가지고 있는 에비나는 팔레카나 거래 뒤에 숨겨진 실제 계획을 밝힌다: 야쿠자들을 네레 섬의 핵폐기물 처리 작업에 강제로 투입하여 방사능 중독으로 천천히 고통받게 하고 죽이는 것이다. 키류는 에비나를 물리치고, 그의 분노에 공감하면서도 야쿠자에게 속죄할 기회를 달라고 간청한다. 키류는 의식을 잃고 병원으로 이송된다. 한편, 카스가는 카무로쵸에 숨어있는 부상당한 에이지를 추적하고, 그에게 자수하라고 설득한다.
한 달 후, 대중은 브라이스, 에비나, 에이지의 범죄를 잊고 다음 논란으로 넘어간다. 토미자와는 하와이의 노숙자들을 돕는 데 더 많은 시간을 할애하고, 치토세는 가족 사업의 회장이 되며, 라니는 아카네의 도움을 받아 현자로서의 역할을 맡아 팔레카나를 재건한다. 카스가는 사에코에게 자신의 감정을 제대로 고백하려 하지만, 무심코 그들의 관계를 축하하는 티셔츠를 입어 그녀를 당황하게 한다. 한편, 키류의 양녀 사와무라 하루카와 그녀의 아들 하루토는 키류가 치료를 받으려 할 때 병원을 방문한다. 의사가 그의 이름을 확인해달라고 요청하자 키류는 자신의 본명을 말한다.

## 개발 및 홍보
용과 같이 8은 2022년 9월 용과 같이 스튜디오 서밋 라이브 스트림에서 처음에는 용과 같이 8로 발표되었다. 첫 발표 트레일러에는 게임의 다양한 캐릭터의 성우 목소리가 담겼고, 이어서 카스가 이치반과 키류 카즈마가 화면에 등장했다. 키류의 디자인은 과거 모습과의 큰 대조로 인해 특히 주목받았다.
2023년 초, RGG 스튜디오는 카바레 클럽 그랑프리 대회를 개최하여 5명의 모델이 용과 같이 7 외전: 이름을 지운 자의 카바레 클럽 미니게임에 라이브 액션 호스테스로 출연하도록 선정되었고, 그랑프리 우승자는 용과 같이 8의 인게임 캐릭터로 출연하도록 선정되었다. 5명의 결선 진출자 중 버츄얼 유튜버 Kson이 최종적으로 그랑프리에서 우승했다. 그녀의 캐릭터인 케이는 리볼브 바의 직원으로 조연 역할을 하며, 이곳은 또한 플레이어 캐릭터들의 휴식 장소로도 사용된다.
Kson 외에도 용과 같이 8에는 MMA 선수이자 유튜버 아사쿠라 미쿠루, TV 아나운서 우나이 리사, 힙합 그룹 라이미스터의 우타마루, 기상 캐스터 히야마 사야와 코마키 유이, TV 캐릭터 가차핀과 무크와 같은 여러 유명인들이 인게임에 등장한다.
두 번째 트레일러는 Xbox Games Showcase 2023에서 공개되었으며, 일본 외의 새로운 배경을 예고하면서 새로운 제목을 확정했다. RGG 스튜디오 책임자 요코야마 마사요시는 용과 같이 8이라는 부제가 스토리의 주제와 직접적으로 연관되어 있으며, 또한 게임의 해외 버전과 일본어 버전(후자는 단순히 류가 고토쿠 8이라는 제목)을 구별하기 위함이라고 설명했다.
2023년 9월, RGG 스튜디오는 두 번째 서밋 라이브 스트림을 개최하여 두 개의 새로운 트레일러를 통해 용과 같이 8의 스토리와 캐릭터, 그리고 게임 플레이 기능을 상세히 설명했다. 스튜디오는 또한 게임의 일본어 성우진을 공개하고, 배우 대니 트레호와 대니얼 대 킴이 영어 성우진에 합류한다고 발표했다. 영어 더빙 외에도 시리즈 최초로 중국어 더빙도 용과 같이 8에 제공되며, 중국어 성우진이 중국어로 노래한 가라오케 노래는 중국어 한어병음으로 가사가 표시된다(모든 언어에서, 일본어로 설정된 경우 이제 번체 중국어 가사가 표시되는 간체 중국어 및 번체 중국어 제외; 일본어, 간체 중국어 또는 번체 중국어 텍스트로 플레이할 때 음성이 중국어로 설정되면 간체 중국어 가사가 표시된다).
2023년 10월, RGG 스튜디오는 용과 같이 8에 등장하는 보조 활동인 해피 리조트 돈도코 섬을 Xbox 파트너 프리뷰 라이브 스트림의 일부로 공개했다. 2023년 12월, 스튜디오는 버킷 리스트 스토리의 트레일러를 공개하며, 이를 용과 같이 8에서 키류의 주요 보조 활동으로 언급했다.
용과 같이 8은 시이나 링고의 "아리아마루 토미"(넘쳐나는 재물)를 테마곡으로 사용한다. 요코야마는 시이나의 음악이 스토리 개발에 큰 영향을 미쳤으며, 이는 그녀의 노래를 게임에 포함해 달라고 요청하게 된 계기가 되었다고 밝혔다.

## 출시
용과 같이 8은 플레이스테이션 4, 플레이스테이션 5, Windows, 엑스박스 원, 엑스박스 시리즈 X/S로 2024년 1월 26일에 출시되었다. 이 게임의 특별한 체험판은 2023년 11월 9일에 출시된 외전 용과 같이 7 외전: 이름을 지운 자에 포함되어 있으며, 게임의 메인 스토리를 처음으로 완료한 후 이용할 수 있다.

## 평가
용과 같이 8은 PC 및 PS5 버전에서 "대체로 호의적인 평가"를 받았고, Xbox Series X/S 버전은 리뷰 애그리게이터 웹사이트 메타크리틱에 따르면 "만장일치로 극찬"을 받았다.
디스트럭토이드의 에릭 반 알렌은 다양한 활동과 캐릭터 중심의 스토리를 칭찬했지만, 게임의 많은 부분을 좋아하면서도 "일부 부분이 훨씬 더 잘 완성되었고, 다른 부분은 평균을 끌어내리는 것 같다"고 느꼈다. 게임스팟의 마이클 하이엄은 무거운 분위기를 잘 다루는 게임을 칭찬했지만, 내러티브 과정에서 초점을 잃었다고 느꼈다.
IGN의 트리스탄 오길비는 전투 시스템의 개선을 칭찬하며, "전작의 더 겸손한 턴제 전투를 거의 정중하게 보이게 만들 정도로 난폭한 혼돈과 살육 수준을 제공한다"고 말했다.
패미통은 이 게임에 40/40점을 부여하여, 완벽한 점수를 받은 30번째 게임이 되었다.

### 판매량
용과 같이 8은 출시 첫 주 만에 100만 장의 디지털 판매 및 실제 출하량을 기록했다.
2025년까지 용과 같이 8은 160만 장 판매된 것으로 밝혀졌다.

### 수상
| 연도 | 시상식                           | 부문                    | 결과 | Ref.   |
| ---- | -------------------------------- | ----------------------- | ---- | ------ |
| 2023 | 더 게임 어워드 2023              | 가장 기대되는 게임      | 후보 | [ 35 ] |
| 2024 | 일본 게임 대상 2024              | 우수상                  | 수상 | [ 36 ] |
| 2024 | 골든 조이스틱 어워즈             | 최우수 스토리텔링       | 후보 | [ 37 ] |
| 2024 | 골든 조이스틱 어워즈             | 최우수 주연 (카이지 탕) | 후보 | [ 37 ] |
| 2024 | 더 게임 어워드 2024              | 최우수 내러티브         | 후보 | [ 38 ] |
| 2024 | 더 게임 어워드 2024              | 최우수 롤플레잉 게임    | 후보 | [ 38 ] |
| 2025 | 제28회 D.I.C.E. 어워드           | 올해의 롤플레잉 게임    | 후보 | [ 39 ] |
| 2025 | 제25회 게임 개발자 초이스 어워드 | 올해의 게임             | 가작 | [ 40 ] |
| 2025 | 제25회 게임 개발자 초이스 어워드 | 최우수 내러티브         | 후보 | [ 40 ] |
| 2025 | 성우 어워드                      | 최우수 게임 성우        | 수상 | [ 41 ] |

## 내용주
1. ↑  영어: Like a Dragon: Infinite Wealth
2. ↑  맥스웰 파워즈는 일본어 오디오에서 드와이트의 영어 대사를 맡았다.
3. ↑  용과 같이 7: 빛과 어둠의 행방과 용과 같이 7 외전: 이름을 지운 자에 묘사된 대로.
4. ↑  용과 같이 7: 빛과 어둠의 행방에 묘사된 대로.